# Llista de presidents de Colòmbia

Escut de Colòmbia.

Segon la constitució colombiana de 1821, el president era el cap del poder executiu i el seu mandat era per tota la seva vida. El vicepresident assumia el càrrec en cas de mort, destitució o malaltia del president. Abans de l'aprovació de la constitució de 1821 pel Congrés de Villa del Rosario, el president de facto era Simón Bolívar i el vicepresident era Francisco de Paula Santander, car el Congrés d'Angostura els va donar provisionalment aquells títols fins que la constitució fos escrita.
La República de la Gran Colòmbia era composta per territoris del Virregnat de Nova Granada, de la Capitania General de Veneçuela i de la Reial Audiència de Quito (avui Equador).
Després de la Guerra dels Suprems i del caos econòmic del període federal, el president Rafael Núñez va decidir que una nova constitució hauria de ser feta. Per la Constitució de 1886, el president era el cap del poder executiu per 6 anys amb possibilitat de re-elecció infinita (això va mudar el 1910 per a 4 anys, sense possibilitat de re-elecció en el període immediatament següent) i el Senat indicava el designat que substituïa el president en cas de mort, absència o destitució.
La constitució de Colòmbia de 1886 va ser una de les més duradores de l'hemisferi fins al 1991, amb les reformes de 1910, 1936, 1958, 1968, 1973 i 1986. La nova va ser editada el 1991 i encara és la constitució de la República de Colòmbia.
Aquesta és la llista dels presidents de Colòmbia i també de la Gran Colòmbia.

## La República deGran Colòmbia(1819-1831)
- Simón Bolívar (17 de desembre de 1819 - 4 de maig de 1830) (president libertador després de 19 d'agost de 1828)
- Domingo Caycedo (4 de maig - 13 de juny de 1830) (1.a vegada, de facto)
- Joaquín de Mosquera (13 de juny - 5 de setembre de 1830)
- Rafael Urdaneta (5 de setembre de 1830 - 3 de maig de 1831) (de facto)
- Domingo Caycedo (3 de maig - 21 de novembre de 1831) (2.a vegada, de facto)

## Presidents de laRepública de Nova Granada(1831-1858)
- Domingo Caycedo (21 de novembre - 23 de novembre de 1831) (1.a vegada, de facto)
- José María Obando (23 de novembre de 1831 - 10 de març de 1832) (1.a vegada, de facto)
- José Ignacio de Márquez (10 de març - 7 d'octubre de 1832) (1.a vegada, de facto)
- Francisco de Paula Santander (7 d'octubre de 1832 - 1 d'abril de 1837)
- José Ignacio de Márquez (1 d'abril de 1837 - 1 d'abril de 1841) (2.a vegada)
- Domingo Caycedo (1 d'abril - 2 de maig de 1841) (2.a vegada, de facto)
- Pedro Alcántara Herrán Zaldúa (2 de maig de 1841 - 1 d'abril de 1845)
- Tomás Cipriano de Mosquera (1 d'abril de 1845 - 1 d'abril de 1849) (1.a vegada)
- José Hilario López (1 d'abril de 1849 – 14 d'octubre de 1851)
- José de Obaldía (14 d'octubre de 1851 – 22 de gener de 1852) (vicepresident, de facto com a president)
- José Hilario López (22 de gener de 1852 - 1 d'abril de 1853)
- José María Obando (1 d'abril de 1853 - 17 d'abril de 1854) (2.a vegada)
- José María Melo (17 d'abril - 4 de desembre de 1854) (Cap Suprem de l'Estat)
- Tomás de Herrera (21 d'abril - 5 d'agost de 1854) (de facto, rebel·lat)
- José de Obaldía (4 de desembre de 1854 - 1 d'abril de 1855) (de facto, rebel·lat després de 5 d'agost de 1854)
- Manuel Maria Mallarino (1 d'abril de 1855 - 1 d'abril de 1857) (de facto)
- Mariano Ospina Rodriguez (1 d'abril de 1857 - maig de 1858)

## Presidents de la Confederació Granadina (1858-1863)
- Mariano Ospina Rodriguez (maig de 1858 - 1 d'abril de 1861)
- Bartolomé Calvo (1 d'abril - 18 de juliol de 1861) (de facto)
- Tomás Cipriano de Mosquera (18 de juliol de 1861 - 4 de febrer de 1863) (2.a vegada, interí)

## Presidents dels Estats Units de Colòmbia (1863-1886)
| • Estats Units de Colòmbia • | • Estats Units de Colòmbia • | • Estats Units de Colòmbia •                      | • Estats Units de Colòmbia • | • Estats Units de Colòmbia • | • Estats Units de Colòmbia •  | • Estats Units de Colòmbia •               | • Estats Units de Colòmbia • | • Estats Units de Colòmbia • |
| No.                          | President                    | President                                         | Començament del govern       | Final del govern             | Partit                        | Període                                    | Vicepresident                | Presidents en el poder |
| ---------------------------- | ---------------------------- | ------------------------------------------------- | ---------------------------- | ---------------------------- | ----------------------------- | ------------------------------------------ | ---------------------------- | --- |
| 1                            |                              | Tomás Cipriano de Mosquera y Arboleda (1798-1878) | 14 de maig de 1863           | 1 d'abril de 1864            | Partido Liberal (Radical)     | (elecció presidencial a Colòmbia, 1860)    |                              | Juan Agustín de Uricoechea y Rocha (29 de gener de 1864-28 de febrer de 1864)                                                                   |
| 2                            |                              | Manuel Murillo Toro (1816-1880)                   | 1 d'abril de 1864            | 1 d'abril de 1866            | Partido Liberal (Radical)     | 1 (elecció presidencial a Colòmbia, 1864)  |                              | |
| 3                            |                              | Tomás Cipriano de Mosquera y Arboleda (1798-1878) | 1 d'abril de 1866            | 23 de maig de 1867           | Partido Liberal (Moderate)    | 2 (elecció presidencial a Colòmbia, 1866)  |                              | José María Rojas Garrido (1 d'abril de 1866-22 de maig de 1866)                                                                                 |
| 4                            |                              | Santos Acosta Castillo (1828-1901)                | 23 de maig de 1867           | 1 d'abril de 1868            | Partido Liberal (Radical)     | 2 (elecció presidencial a Colòmbia, 1866)  |                              | |
| 5                            |                              | Santos Gutiérrez Prieto (1820-1872)               | 1 d'abril de 1868            | 1 d'abril de 1870            | Partido Liberal (Radical)     | 3 (elecció presidencial a Colòmbia, 1868)  |                              | Salvador Camacho Roldán (21 de desembre de 1868-2 de gener de 1869)                                                                             |
| 6                            |                              | Eustorgio Salgar Moreno (1831–1885)               | 1 d'abril de 1870            | 1 d'abril de 1872            | Partido Liberal (Radical)     | 4 (elecció presidencial a Colòmbia, 1870)  |                              | |
| 7                            |                              | Manuel Murillo Toro (1816–1880)                   | 1 d'abril de 1872            | 1 d'abril de 1874            | Partido Liberal (Radical)     | 5 (elecció presidencial a Colòmbia, 1872)  |                              | |
| 8                            |                              | Santiago Pérez de Manosalbas (1830–1900)          | 1 d'abril de 1874            | 1 d'abril de 1876            | Partido Liberal (Radical)     | 6 (elecció presidencial a Colòmbia, 1874)  |                              | |
| 9                            |                              | Aquileo Parra Gómez (1825-1900)                   | 1 d'abril de 1876            | 1 d'abril de 1878            | Partido Liberal (Radical)     | 7 (elecció presidencial a Colòmbia, 1876)  |                              | José Sergio Camargo Pinzón (19 de maig de 1877-14 d'agost de 1877) Manuel María Ramírez Fortoul (22 de desembre de 1877-24 de desembre de 1877) |
| 10                           |                              | Julián Trujillo Largacha (1828-1883)              | 1 d'abril de 1878            | 1 d'abril de 1880            | Partido Liberal (Radical)     | 8 (elecció presidencial a Colòmbia, 1878)  |                              | |
| 11                           | (1a vegada)                  | Rafael Núñez Moledo (1825–1894)                   | 1 d'abril de 1880            | 1 d'abril de 1882            | Partido Liberal (independent) | 9 (elecció presidencial a Colòmbia, 1880)  |                              | |
| 12                           |                              | Francisco Javier Zaldúa y Racines (1811-1882)     | 1 d'abril de 1882            | 21 de desembre de 1882       | Partido Liberal (independent) | 10 (elecció presidencial a Colòmbia, 1882) |                              | |
| 13                           |                              | José Eusebio Otálora Martínez (1826-1884)         | 21 de desembre de 1882       | 1 d'abril de 1884            | Partido Liberal (independent) | 10 (elecció presidencial a Colòmbia, 1882) |                              | Clímaco Calderón Reyes (21 de desembre de 1882– 22 de desembre de 1882)                                                                         |
| 14                           |                              | Rafael Núñez Moledo (2a vegada) (1825-1894)       | 1 d'abril de 1884            | 1 d'abril de 1886            | Partido Liberal (independent) | 11 (elecció presidencial a Colòmbia, 1884) |                              | Ezequiel Hurtado Hurtado (1 d'abril de 1884– 11 d'agost de 1884) José María Campo Serrano (1 d'abril de 1886– 7 d'agost de 1886)                |

## Presidents de laRepública de Colòmbia(1886-actualitat)
| Període de govern                          | Imatge | Nom | Partit                                           |
| ------------------------------------------ | ------ | --- | ------------------------------------------------ |
| 1 d'abril de 1886 - 6 de gener de 1887     |        | José María Campo Serrano | Partido Nacional de Colombia/Liberal Independent |
| 7 de gener de 1887 - 4 de juny de 1887     |        | Eliseo Payán | Partido Liberal de Colombia                      |
| 4 de juny de 1887 - 7 d'agost de 1888      |        | Rafael Wenceslao Núñez (3a vegada) | Partido Nacional de Colombia                     |
| 7 d'agost de 1888 - 7 d'agost de 1892      |        | Carlos Holguín Mallarino | Partido Nacional de Colombia                     |
| 7 d'agost de 1892                          |        | Rafael Núñez Moledo (4a vegada) | Partido Nacional de Colombia                     |
| 7 d'agost de 1892 - 7 d'agost de 1898      |        | Miguel Antonio Caro | Partido Nacional de Colombia                     |
| 7 d'agost de 1898 - 31 de juliol de 1900   |        | Manuel Antonio Sanclemente | Partido Nacional de Colombia                     |
| 31 de juliol de 1900 - 7 d'agost de 1904   |        | José Manuel Marroquín | Partido Conservador Colombiano                   |
| 7 d'agost de 1904 - 9 de juny de 1909      |        | Rafael Reyes | Partido Conservador Colombiano                   |
| 9 de març de 1908 - 14 d'abril de 1908     |        | Diego Euclides de Angulo Lemos | Partido Conservador Colombiano                   |
| 9 de juny de 1909 - 4 d'agost de 1909      |        | Jorge Holguín | Partido Conservador Colombiano                   |
| 4 d'agost de 1909 - 7 d'agost de 1910      |        | Ramón González Valencia | Partido Conservador Colombiano                   |
| 7 d'agost de 1910 - 7 d'agost de 1914      |        | Carlos Eugenio Restrepo | Unión Republicana                                |
| 7 d'agost de 1914 - 7 d'agost de 1918      |        | José Vicente Concha | Partido Conservador Colombiano                   |
| 7 d'agost de 1918 - 11 de novembre de 1921 |        | Marco Fidel Suárez | Partido Conservador Colombiano                   |
| 11 de novembre de 1921 - 7 d'agost de 1922 |        | Jorge Holguín | Partido Conservador Colombiano                   |
| 7 d'agost de 1922 - 7 d'agost de 1926      |        | Pedro Nel Ospina | Partido Conservador Colombiano                   |
| 7 d'agost de 1926 - 7 d'agost de 1930      |        | Miguel Abadía Méndez | Partido Conservador Colombiano                   |
| 7 d'agost de 1930 - 7 d'agost de 1934      |        | Enrique Olaya Herrera | Partido Liberal de Colombia                      |
| 7 d'agost de 1934 - 7 d'agost de 1938      |        | Alfonso López Pumarejo (1a vegada) | Partido Liberal de Colombia                      |
| 7 d'agost de 1938 - 7 d'agost de 1942      |        | Eduardo Santos Montejo | Partido Liberal de Colombia                      |
| 7 d'agost de 1942 - 7 d'agost de 1945      |        | Alfonso López Pumarejo (2a vegada) | Partido Liberal de Colombia                      |
| 7 d'agost de 1945 - 7 d'agost de 1946      |        | Alberto Lleras Camargo (1a vegada) | Partido Liberal de Colombia                      |
| 7 d'agost de 1946 - 7 d'agost de 1950      |        | Mariano Ospina Pérez | Partido Conservador Colombiano                   |
| 7 d'agost de 1950 - 5 de novembre de 1951  |        | Laureano Gómez Castro | Partido Conservador Colombiano                   |
| 5 de novembre de 1951 - 13 de juny de 1953 |        | Roberto Urdaneta Arbeláez | Partido Conservador Colombiano                   |
| 13 de juny de 1953 - 10 de maig de 1957    |        | Gral. Gustavo Rojas Pinilla | militar                                          |
| 10 de maig de 1957 - 7 d'agost de 1958     |        | Junta militar: - Gabriel París Gordillo - Deogracias Fonseca Espinosa - Rafael Navas Pardo - Rubén Piedrahita Arango - Luis Ernesto Ordóñez Castillo | militar                                          |
| 7 d'agost de 1958 - 7 d'agost de 1962      |        | Alberto Lleras Camargo (2a vegada) | Partido Liberal de Colombia - Frente Nacional    |
| 7 d'agost de 1962 - 7 d'agost de 1966      |        | Guillermo León Valencia | Partido Conservador Colombiano - Frente Nacional |
| 7 d'agost de 1966 - 7 d'agost de 1970      |        | Carlos Lleras Restrepo | Partido Liberal de Colombia - Frente Nacional    |
| 7 d'agost de 1970 - 7 d'agost de 1974      |        | Misael Pastrana Borrero | Partido Conservador Colombiano - Frente Nacional |
| 7 d'agost de 1974 - 7 d'agost de 1978      |        | Alfonso López Michelsen | Partido Liberal de Colombia                      |
| 7 d'agost de 1978 - 7 d'agost de 1982      |        | Julio César Turbay Ayala | Partido Liberal de Colombia                      |
| 7 d'agost de 1982 - 7 d'agost de 1986      |        | Belisario Betancur Cuartas | Partido Conservador Colombiano                   |
| 7 d'agost de 1986 - 7 d'agost de 1990      |        | Virgilio Barco Vargas | Partido Liberal de Colombia                      |
| 7 d'agost de 1990 - 7 d'agost de 1994      |        | César Gaviria Trujillo | Partido Liberal de Colombia                      |
| 7 d'agost de 1994 - 7 d'agost de 1998      |        | Ernesto Samper Pizano | Partido Liberal de Colombia                      |
| 7 d'agost de 1998 - 7 d'agost de 2002      |        | Andrés Pastrana Arango | Partido Conservador Colombiano                   |
| 7 d'agost de 2002 - 7 d'agost de 2010      |        | Álvaro Uribe Vélez | Primero Colombia                                 |
| 7 d'agost de 2010 - 7 d'agost de 2018      |        | Juan Manuel Santos Calderón | Partido Social de Unidad Nacional                |
| 7 d'agost de 2018 - 7 d'agost de 2022      |        | Iván Duque Márquez | Centro Democrático                               |
| 7 d'agost de 2022 - actualitat             |        | Gustavo Petro Urrego | Colombia Humana                                  |